# ジョヴァンニ・ポルロ
ジョヴァンニ・バッティスタ・ポルロ（Giovanni Batista Porro、1575年 - 1641年?）は、江戸時代初期に来日したイタリアのイエズス会宣教師である。

## 経歴・人物
ミラノ公国のミラノに生まれ、1605年（慶長10年）に来日する。その後は播磨を中心に中国地方や四国地方といった西日本各地の布教活動を行った。1626年（寛永3年）には本州の全域を管轄する上地方の上長となった事により、同年から翌1627年（寛永4年）にかけては東北地方に転じ同地にて布教活動を行う。
1638年（寛永15年）に島原の乱が発生した直後であった事から江戸幕府の命により、当時ポルロは仙台の伊達氏領内においてキリシタンの大捜索を行ったが病気により倒れた。その際に捕縛され奉行所に出頭され、翌1639年（寛永16年）に江戸に送還される。その後はキリシタン禁教政策の人物の一人であった大目付の井上政重からの要請により、逆吊しの拷問を受けた事により棄教した。